# Fortuna extraliga 2006/2007
Fortuna extraliga 2006/2007 byla 14. ročníkem nejvyšší mužské florbalové soutěže v Česku.
Soutěž odehrálo 12 týmů systémem dvakrát každý s každým. Prvních osm týmů postoupilo do play-off, ostatní čtyři týmy hrály o udržení (play-down).
Vítězem ročníku se po sedmé v řadě a po jedenácté celkem stal tým Tatran Střešovice po porážce týmu Torpedo Pegres Havířov ve finále. Bylo to poprvé po čtyřech sezónách, kdy se ve finále nepotkal s Tatranem tým FBC Ostrava. Havířov účastí ve finále vyrovnal svůj historický úspěch ze sezóny 2001/2002. Rozhodující finálový zápas sledovalo rekordních 3013 diváků.
Nováčkem v této sezoně byl tým TJ Sokol Královské Vinohrady, který do Extraligy postoupil poprvé po vítězství v 2. lize v minulém ročníku. V Extralize se ale neudržel a sestoupil zpět do nižší ligy. Byl v následující sezóně nahrazen vítězem tohoto ročníku 1. ligy, týmem SK FBC Třinec, který do Extraligy postoupil podruhé po roce v 1. lize.
Juraj Šádek byl jediný hráč, který byl u všech dosavadních 11 titulů Tatranu, překonal ho až brankář Tomáš Kafka v roce 2012. Michal Jedlička získal rekordních 32 bodů v play-off, sám sebe ale předstihl již v následující sezóně.

## Základní část
| Poř. | Tým                          | Záp. | Výh. | Rem. | Pro. | Branky    | Body |
| ---- | ---------------------------- | ---- | ---- | ---- | ---- | --------- | ---- |
| 1.   | Tatran Střešovice            | 22   | 16   | 3/1  | 3    | 147 : 761 | 52   |
| 2.   | SSK Future                   | 22   | 17   | 0/0  | 5    | 114 : 781 | 51   |
| 3.   | Bulldogs Brno                | 22   | 14   | 3/1  | 5    | 144 : 105 | 46   |
| 4.   | Torpedo Pegres Havířov       | 22   | 13   | 1/0  | 8    | 110 : 871 | 40   |
| 5.   | 1. SC SSK Vítkovice          | 22   | 12   | 3/0  | 7    | 102 : 871 | 39   |
| 6.   | FBC Pepino Ostrava           | 22   | 11   | 2/1  | 9    | 120 : 113 | 36   |
| 7.   | FBK Sokol Mladá Boleslav     | 22   | 10   | 3/2  | 9    | 121 : 113 | 35   |
| 8.   | TJ JM Chodov                 | 22   | 11   | 0/0  | 11   | 102 : 961 | 33   |
| 9.   | M&M Reality Sokol Pardubice  | 22   | 6    | 2/0  | 14   | 191 : 122 | 20   |
| 10.  | FBŠ EVVA Bohemians           | 22   | 5    | 4/1  | 13   | 181 : 122 | 20   |
| 11.  | FBC Liberec                  | 22   | 5    | 1/0  | 16   | 176 : 118 | 16   |
| 12.  | TJ Sokol Královské Vinohrady | 22   | 0    | 2/0  | 20   | 159 : 150 | 2    |

## Vyřazovací boje
Hrálo se na tři vítězství. O 3. místo se nehrálo. Získal ho poražený semifinalista, který měl po základní části lepší umístění.

### Pavouk
|  | Čtvrtfinále (na zápasy)  | Čtvrtfinále (na zápasy)  |                        |   | Semifinále (na zápasy) | Semifinále (na zápasy) |  |  | Finále (na zápasy) | Finále (na zápasy) |
|  |                          |                          |                        |   |                        |                        |  |  |                    |                    |
|  |                          |                          |                        |   |                        |                        |  |  |                    |                    |
|  | Tatran Střešovice        | 3                        |                        |   |                        |                        |  |  |                    |                    |
|  | Tatran Střešovice        | 3                        |                        |   |                        |                        |  |  |                    |                    |
|  | TJ JM Chodov             | 0                        |                        |   |                        |                        |  |  |                    |                    |
|  | TJ JM Chodov             | 0                        | Tatran Střešovice      | 3 |                        |                        |  |  |                    |                    |
|  |                          |                          | Tatran Střešovice      | 3 |                        |                        |  |  |                    |                    |
|  |                          | FBK Sokol Mladá Boleslav | 0                      |   |                        |                        |  |  |                    |                    |
|  | SSK Future               | FBK Sokol Mladá Boleslav | 0                      | 2 |                        |                        |  |  |                    |                    |
|  | SSK Future               |                          |                        | 2 |                        |                        |  |  |                    |                    |
|  | FBK Sokol Mladá Boleslav | 3                        |                        |   |                        |                        |  |  |                    |                    |
|  | FBK Sokol Mladá Boleslav | 3                        | Tatran Střešovice      | 3 |                        |                        |  |  |                    |                    |
|  |                          |                          | Tatran Střešovice      | 3 |                        |                        |  |  |                    |                    |
|  |                          | Torpedo Pegres Havířov   | 1                      |   |                        |                        |  |  |                    |                    |
|  | Torpedo Pegres Havířov   | Torpedo Pegres Havířov   | 1                      | 3 |                        |                        |  |  |                    |                    |
|  | Torpedo Pegres Havířov   |                          |                        | 3 |                        |                        |  |  |                    |                    |
|  | 1. SC SSK Vítkovice      | 1                        |                        |   |                        |                        |  |  |                    |                    |
|  | 1. SC SSK Vítkovice      | 1                        | Torpedo Pegres Havířov | 3 |                        |                        |  |  |                    |                    |
|  |                          |                          | Torpedo Pegres Havířov | 3 |                        |                        |  |  |                    |                    |
|  |                          | FBC Pepino Ostrava       | 0                      |   |                        |                        |  |  |                    |                    |
|  | Bulldogs Brno            | FBC Pepino Ostrava       | 0                      | 2 |                        |                        |  |  |                    |                    |
|  | Bulldogs Brno            |                          |                        | 2 |                        |                        |  |  |                    |                    |
|  | FBC Pepino Ostrava       | 3                        |                        |   |                        |                        |  |  |                    |                    |
|  | FBC Pepino Ostrava       | 3                        |                        |   |                        |                        |  |  |                    |                    |

### Čtvrtfinále
Tatran Střešovice – TJ JM Chodov 3 : 0 na zápasy

- Tatran – Chodov 4 : 0 (1:0, 2:0, 1:0)
- Tatran – Chodov 9 : 5 (2:0, 5:4, 2:1)
- Chodov – Tatran 1 : 8 (0:3, 0:2, 1:3)

SSK Future – FBK Sokol Mladá Boleslav 2 : 3 na zápasy
- Future – Boleslav 3 : 2 p (1:0, 1:0, 0:2, 1:0)
- Future – Boleslav 0 : 4 (0:2, 0:2, 0:0)
- Boleslav – Future 6 : 7 (2:3, 1:2, 3:2)
- Boleslav – Future 6 : 2 (1:0, 3:1, 2:1)
- Future – Boleslav 6 : 7 p (1:2, 3:3, 2:1, 0:1)

Bulldogs Brno – FBC Pepino Ostrava 2 : 3 na zápasy
- Bulldogs – Ostrava 5 : 3 (2:1, 3:0, 0:2)
- Bulldogs – Ostrava 6 : 7 (0:3, 3:0, 3:4)
- Ostrava – Bulldogs 3 : 5 (2:2, 0:1, 1:2)
- Ostrava – Bulldogs 7 : 6 (0:1, 0:3, 7:2)
- Bulldogs – Ostrava 4 : 5 (2:2, 0:0, 2:3)

Torpedo Pegres Havířov – 1. SC SSK Vítkovice 3 : 1 na zápasy
- Havířov – Vítkovice 4 : 2 (1:0, 2:1, 1:1)
- Havířov – Vítkovice 7 : 6 p (0:1, 2:3, 4:2, 1:0)
- Vítkovice – Havířov 4 : 2 (0:0, 2:1, 2:1)
- Vítkovice – Havířov 3 : 7 (0:2, 3:0, 0:5)

### Semifinále
Tatran Střešovice – FBK Sokol Mladá Boleslav 3 : 0 na zápasy
- Tatran – Boleslav 7 : 1 (3:0, 0:0, 4:1)
- Tatran – Boleslav 8 : 0 (2:0, 2:0, 4:0)
- Boleslav – Tatran 1 : 6 (1:4, 0:1, 0:1)

Torpedo Pegres Havířov – FBC Pepino Ostrava 3 : 0 na zápasy
- Havířov – Ostrava 4 : 3 p (0:0, 2:1, 1:2, 1:0)
- Havířov – Ostrava 7 : 0 (0:0, 2:0, 5:0)
- Ostrava – Havířov 5 : 6 (2:2, 0:1, 3:3)

### Finále
Tatran Střešovice – Torpedo Pegres Havířov 3 : 0 na zápasy
- Tatran – Havířov 8 : 7 t.s. (2:3, 1:3, 4:1, 0:0)
- Havířov – Tatran 3 : 4 (1:2, 2:2, 0:0)
- Havířov – Tatran 1 : 5 (1:1, 0:1, 0:3)

### Konečné pořadí
| Pořadí           | Tým                      |
| ---------------- | ------------------------ |
| Zlatá medaile    | Tatran Střešovice        |
| Stříbrná medaile | Torpedo Pegres Havířov   |
| Bronzová medaile | FBC Pepino Ostrava       |
| 4.               | FBK Sokol Mladá Boleslav |
| 5.               | SSK Future               |
| 6.               | Bulldogs Brno            |
| 7.               | 1. SC SSK Vítkovice      |
| 8.               | TJ JM Chodov             |

## Boje o sestup
Hrálo se na tři vítězství, poražení z prvního kola se utkali v druhém kole, po kterém poražený přímo sestoupil a vítěz hrál baráž o udržení s klubem z 1. florbalové ligy.

### Pavouk
|  | 1. kolo (na zápasy)          | 1. kolo (na zápasy)          |                    |   | 2. kolo (na zápasy) | 2. kolo (na zápasy) |
|  |                              |                              |                    |   |                     |                     |
|  |                              |                              |                    |   |                     |                     |
|  | FBŠ EVVA Bohemians           | 0                            |                    |   |                     |                     |
|  | FBŠ EVVA Bohemians           | 0                            |                    |   |                     |                     |
|  | FBC Liberec                  | 3                            |                    |   |                     |                     |
|  | FBC Liberec                  | 3                            | FBŠ EVVA Bohemians | 3 |                     |                     |
|  |                              |                              | FBŠ EVVA Bohemians | 3 |                     |                     |
|  |                              | TJ Sokol Královské Vinohrady | 1                  |   |                     |                     |
|  | M&M Reality Sokol Pardubice  | TJ Sokol Královské Vinohrady | 1                  | 3 |                     |                     |
|  | M&M Reality Sokol Pardubice  |                              |                    | 3 |                     |                     |
|  | TJ Sokol Královské Vinohrady | 1                            |                    |   |                     |                     |

### 1. kolo
M&M Reality Sokol Pardubice – TJ Sokol Královské Vinohrady 3 : 1 na zápasy
- Pardubice – Vinohrady 2 : 1 ts (0:0, 0:1, 1:0, 0:0)
- Pardubice – Vinohrady 2 : 0 (1:0, 1:0, 0:0)
- Vinohrady – Pardubice 3 : 2 (2:0, 0:2, 1:0)
- Vinohrady – Pardubice 3 : 9 (2:3, 1:3, 0:3)

FBŠ EVVA Bohemians – FBC Liberec 0 : 3 na zápasy
- Bohemians – Liberec 2 : 3 ts (0:1, 2:0, 0:1, 0:0)
- Bohemians – Liberec 1 : 3 (1:2, 0:1, 0:0)
- Liberec – Bohemians 7 : 1 (2:0, 3:1, 2:0)

### 2. kolo
FBŠ EVVA Bohemians – TJ Sokol Královské Vinohrady 3 : 1 na zápasy
- Bohemians – Vinohrady 5 : 4 (2:1, 2:3, 1:0)
- Bohemians – Vinohrady 4 : 6 (1:5, 1:1, 2:0)
- Vinohrady – Bohemians 5 : 6 (0:1, 2:3, 3:2)
- Vinohrady – Bohemians 6 : 7 (2:2, 0:4, 4:1)

### Baráž
FBŠ EVVA Bohemians – SK Bivoj Litvínov 3 : 0 na zápasy
- Bohemians – Litvínov 6 : 5 p (2:1, 1:2, 2:2, 1:0)
- Bohemians – Litvínov 4 : 1 (2:1, 1:0, 1:0)
- Litvínov – Bohemians 2 : 4 (1:1, 1:1, 0:2)

### Konečné pořadí
| Pořadí | Tým                          | Poznámka                            |
| ------ | ---------------------------- | ----------------------------------- |
| 9.     | M&M Reality Sokol Pardubice  | zůstává v extralize                 |
| 10.    | FBC Liberec                  | zůstává v extralize                 |
| 11.    | FBŠ EVVA Bohemians           | zůstává v extralize, výhra v baráži |
| 12.    | TJ Sokol Královské Vinohrady | přímý sestup                        |

## Nejužitečnější hráči
Nejužitečnějšími hráči Extraligy byli zvoleni:
1. Milan Fridrich (Tatran Střešovice)
2. Michal Jedlička (Tatran Střešovice)
3. Pavel Kožušník (Torpedo Pegres Havířov)